# Harry Shearer
Harry Julius Shearer (Los Ángeles, California, 23 de diciembre de 1943), conocido como Harry Shearer, es un director, actor, guionista y escritor estadounidense. Realiza la voz de varios personajes de la serie animada Los Simpson: Montgomery Burns, Waylon Smithers, Ned Flanders, Reverend Lovejoy, Kent Brockman, Dr. Hibbert, Dr. Marvin Monroe, Lenny Leonard, Seymour Skinner, Otto Mann y Rainier Wolfcastle, etc.

## Biografía
Shearer nació en Los Ángeles, California, hijo de Dora Warren, una vendedora de libros, y Mack Shearer. Sus padres eran inmigrantes judíos de Austria y Polonia.  Después de finalizar la escuela secundaria, Shearer cursó sus estudios universitarios en UCLA y en Harvard. En mayo de 2006, recibió un doctorado honorario de la Universidad Goucher. Se casó con Penelope Nichols en 1974, y se divorció en 1977. Desde 1993, Shearer está casado con la cantante y compositora Judith Owen.

### Carrera

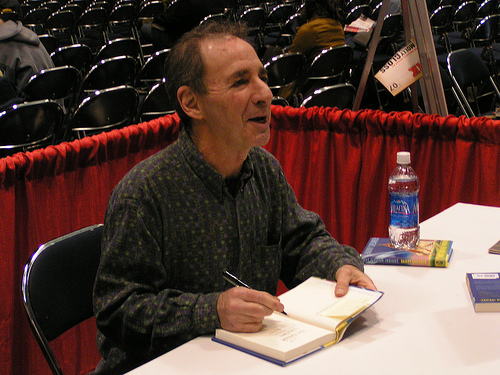
Harry Shearer en 2007.

Shearer comenzó su carrera como actor en cine (con la película de 1950 The Robe) y en la radio (en el programa de Jack Benny) cuando era muy joven. También interpretó al precursor del personaje de Eddie Haskell en el episodio piloto de la serie televisiva Leave It to Beaver. Shearer más tarde fue miembro del grupo de comedia de radio The Credibility Gap, desde 1969 hasta 1976, 
en la estación KRLA (en donde entrevistó a Creedence Clearwater Revival por las Pop Chronicles) y en KPPC.
Shearer fue guionista para programas televisivos tales como Fernwood 2-Night y Laverne & Shirley. En agosto de 1979, fue contratado como escritor y miembro del elenco de Saturday Night Live, convirtiéndose en el reemplazo no oficial de John Belushi y Dan Aykroyd, quienes habían abandonado el programa. Según el libro Saturday Night: A Backstage History of Saturday Night Live, Shearer no se llevaba bien con sus compañeros de trabajo, quienes lo describieron como "peleador". Su primera temporada en SNL terminó cuando Lorne Michaels abandonó el programa, llevándose a todos sus compañeros con él. 
Harry regresó a Saturday Night Live en la temporada 1984-1985, finalmente abandonando en enero de 1985 por "diferencias creativas". Cuando se le pidió una explicación por su partida, dijo "Yo era creativo; ellos eran diferentes".
Shearer cocreó, coescribió y coprotagonizó la película de 1984 de Rob Reiner This Is Spinal Tap con Michael McKean y Christopher Guest. Los tres también colaboraron en la aclamada remake de 2003 A Mighty Wind, la cual fue escrita por Guest y Eugene Levy (pero en gran parte improvisada por los actores) y dirigida por Guest. Shearer tuvo también un papel protagónico en la película parodia de los premios Oscar For Your Consideration (2006). El trabajo en televisión de Shearer también incluye dos especiales para Cinemax, "It's Just TV", y "This Week Indoors" (cocreado con Merrill Markoe) y "The Magic of Live". Dirigió los seis episodios completos de la serie de televisión "The History of White People in America", cocreada por Martin Mull y Allen Rucker, además del capítulo final de la serie de dos horas de duración, "Portrait of a White Marriage". También coescribió y dirigió el especial de Paul Shaffer para HBO, "Viva Shaf Vegas" (con Shaffer y Tom Leopold). Su primera obra de teatro, la cual escribió y dirigió, fue "Teddy Bears' Picnic", una comedia oscura basada en los trabajos de Bohemian Grove, el retrato secreto de la élite.
Shearer ha publicado tres libros, "Man Bites Town" (una colección de sus columnas en Los Angeles Times Magazine), "It's the Stupidity, Stupid", y "Not Enough Indians", una novela cómica sobre los americanos nativos y las apuestas.
Shearer es reconocido principalmente por su prolífico trabajo como actor de voz en Los Simpson (1989-presente), en donde provee las voces del Sr. Burns, Waylon Smithers, Ned Flanders, Reverendo Lovejoy, Kent Brockman, Dr. Julius Hibbert, Dr. Marvin Monroe, Lenny Leonard, Seymour Skinner, Otto Mann y Rainier Wolfcastle entre otros. Fue uno de los tres actores de voz de Los Simpson en aparecer como estrella invitada en Friends (en el episodio "The One With the Fake Monica"); los otros dos fueron Dan Castellaneta y Hank Azaria. También apareció en Godzilla con Hank Azaria, quien tuvo un cameo con Nancy Cartwright, la voz de Bart Simpson.
En 1995 Shearer apareció en la serie de comedia australiana Frontline, en el episodio "Changing the Face of Current Affairs". En este, interpretó al personaje de Larry Hadges, contratado por el grupo Frontline para mejorar el estilo del programa, con resultados hilarantes. 
En 2006 Shearer apareció con Brian Hayes en una comedia de radio de seis partes en la BBC Radio 4 llamada Not Today, Thank You, en la cual interpreta a Nostrils, un hombre tan poco agraciado que no puede estar con su propia presencia.
En 2008 Harry grabó el CD de música "Songs of the Bush Men".
En 2015, Shearer dejará de lado su trabajo de voces con uno de los programas más longevos de la televisión Los Simpsons. Desde Deadline informan que el actor de voces ha renunciado a la serie luego de 25 años.

## Filmografía
- Mascots (2016)
- Los Simpson: la película (2007)
- Not Today, Thank You (2006) (radio)
- For Your Consideration (2006)
- Chicken Little (2005)
- A Mighty Wind (2003)
- Teddy Bears' Picnic (2002)
- Haunted Castle (2001)
- Out There (2001)
- Haiku Tunnel (2001)
- Catching Up with Marty DiBergi (2000)
- Edwurd Fudwupper Fibbed Big (2000)
- Dick (1999)
- Ghost Dog: The Way of the Samurai (1999)
- Encounter in the Third Dimension (1999)
- EDtv (1999)
- Pequeños guerreros (1998)
- The Truman Show (1998)
- Almost Heroes (1998)
- Godzilla (1998)
- La boda de mi mejor amigo (1997)
- State of the Union: Undressed (1996)
- Blazing Dragons (1996)
- The Show Formerly Known as the Martin Short Show (1995)
- Sliders (1995)
- The News Hole (1995)
- Speechless (1994)
- Little Giants (1994)
- I'll Do Anything (1994)
- Wayne's World 2 (1993)
- Comic Relief: Baseball Relief '93 (1993)
- Un equipo muy especial (1992)
- Spinal Tap: Break Like the Wind - The Videos (1992)
- The Fisher King (1991)
- Blood and Concrete (1991)
- Pure Luck (1991)
- Oscar (1991)
- Sunday Best (1991) TV Series
- Hometown Boy Makes Good (1990)
- Los Simpson (1989 - presente)
- My Stepmother Is an Alien (1988)
- Plain Clothes (1988)
- Portrait of a White Marriage (1988)
- La loca historia de las galaxias (1987) (sin créditos)
- Spitting Image: The Ronnie and Nancy Show (1987)
- Flicks (1987)
- The History of White People in America: Volume II (1986)
- Spitting Image: Down and Out in the White House (1986)
- Viva Shaf Vegas (1986)
- The History of White People in America (1985)
- This Is Spinal Tap (1984)
- Elegidos para la gloria (1983)
- Million Dollar Infield (1982)
- Likely Stories, Vol. 1 (1981)
- One Trick Pony (1980)
- Loose Shoes (1980)
- Animalympics (1980)
- Saturday Night Live (1979-80, 1984-85)
- The Fish That Saved Pittsburgh (1979)
- The T.V. Show (1979)
- Real Life (1979)
- Cracking Up (1977)
- American Raspberry (1977)
- Serpico: The Deadly Game (1976)
- Leave it to Beaver (1956)
- The Jack Benny Program (1955)
- The Jack Benny Program (1953)
- La túnica sagrada (1953)
- Abbott and Costello Go to Mars (1953)